# 55845 Marco
55845 Marco è un asteroide della fascia principale. Scoperto nel 1996, presenta un'orbita caratterizzata da un semiasse maggiore pari a 2,5346585 au e da un'eccentricità di 0,1492545, inclinata di 14,64806° rispetto all'eclittica.